# Kolboda

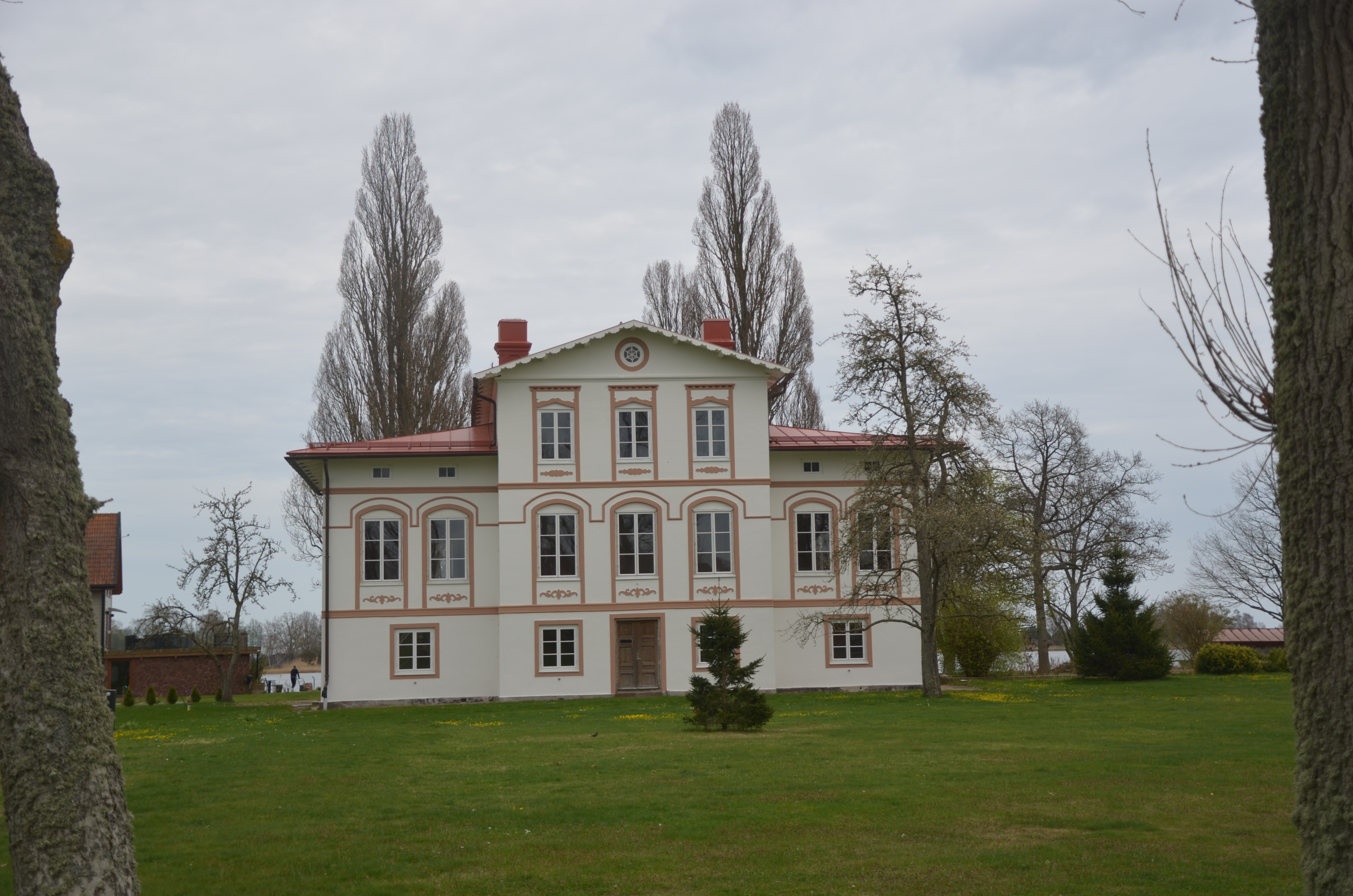
Kolboda gård

Kolboda är en bebyggelse i Hagby socken i Kalmar län. Kolboda klassades fram till 2015 som en småort för att därefter räknas som en del av tätorten Hagby.
Kolboda varv låg tidigare i Kolboda. Det lades ned, men köptes 1834 av Anton och hans bror Claes Rudolph Carlsund, vilka återupptog driften. Varvet fick namnet Bröderna Carlsunds varv, men Anton avled i Stockholm av kolera redan samma år som varvet anlades, så Claes Rudolph blev den som kom att driva varvet. Redan 1835 gick dock en annan broder, Johan Fredrik Carlsund in som delägare i varvet. Claes Rudolph Carlsund hade en rad mycket fantasifulla uppfinningar, bland annat konstruerade han en undervattensbåt, men drabbades 1844 av sinnessjukdom.